# Austrodomus scaber
Austrodomus scaber là một loài nhện trong họ Gnaphosidae.
Loài này thuộc chi Austrodomus. Austrodomus scaber được William Frederick Purcell miêu tả năm 1904.